# André Durieux (Musiker)
André Durieux (* 1899 in Paris; † 18. Dezember 1951 in Montreal) war ein kanadischer Geiger, Dirigent und Musikpädagoge.

## Leben und Wirken
Durieux kam 1911 mit seiner Familie nach Kanada. Er studierte am Konservatorium der McGill University bei Saul Brant und in Chicago bei Otakar Ševčík und Leopold Auer. Von 1923 bis 1934 unterrichtete er Violina am McGill-Konservatorium. Ab 1924 war er Konzertmeister des Orchesters der Rundfunkstation CKAC und der Little Symphony der Rundfunkstation CYHC, außerdem Mitglied von deren Streichquartett.
Mit seinem Bruder Maurice, dem Bratschisten Lucien Robert und dem Cellisten Lucien Plamondon bildete er das Durieux String Quartet, das, gelegentlich durch den Pianisten Léo-Pol Morin zum Klavierquintett erweitert, während seines Bestehens 1930–32 zahlreiche Konzerte gab. Mit Henri Delcellier, Giulio Romano, Benny Chaskelson und anderen gründete er das Montreal Orchestra, dessen Zweiter Konzertmeister er von 1930 bis 1932 war.
Ab 1935 arbeitete Durieux als Dirigent für den Rundfunk der CBC. Er leitete Orchester in Musikprogrammen wie Ici Paris (1935), Bonjour Paris (1938), Sur les boulevards (1939) und Les Talents de chez-nous (ab 1946). Durieux komponierte auch einige Walzer und Chansons, darunter La Java des Laurentides und C’est que je t’aime.

## Quelle
- Gilles Potvin: André Durieux. In:  Encyclopedia of Music in Canada. herausgegeben von The Canadian Encyclopedia (englisch, französisch).

| Personendaten    | Personendaten                                  |
| ---------------- | ---------------------------------------------- |
| NAME             | Durieux, André                                 |
| KURZBESCHREIBUNG | kanadischer Geiger, Dirigent und Musikpädagoge |
| GEBURTSDATUM     | 1899                                           |
| GEBURTSORT       | Paris                                          |
| STERBEDATUM      | 18. Dezember 1951                              |
| STERBEORT        | Montreal                                       |